# Óliver Laxe
Óliver Laxe (París, 11 de abril de 1982) es un director, guionista y actor español nacido en Francia.
Óliver Laxe ha tenido un notable éxito en el Festival de Cannes, ya que todas las películas que realizó hasta 2025 han sido premiadas. En 2010, ganó el Premio FIPRESCI por su película Todos vosotros sois capitanes. En 2016, obtuvo el Gran Premio de la Semana de la Crítica de Cannes por Mimosas. Luego, en 2019, su película O que arde fue galardonada con el premio del Jurado en la sección Un certain regard. Mientras que en la edición de 2025 del festival, su película Sirat recibió el premio del Jurado en la sección oficial.

## Trayectoria
Hijo de padres españoles, nació en París en 1982. Se trasladó a Galicia, noroeste de España, con su familia cuando tenía seis años, en 1988. Realizó sus primeros estudios en A Coruña y luego se mudó a Barcelona para estudiar cine en la Universidad Pompeu Fabra.
Su carrera cinematográfica comenzó en Londres, donde, junto a Enrique Aguilar, rodó el cortometraje E as chemineas decidieron escapar en 2006. Posteriormente, viajó a Tánger, donde filmó los cortometrajes Suena una trompeta, ahora veo otra cara (2007) y París #1, ambos galardonados en varios certámenes cinematográficos. En Tánger, creó el proyecto Dao Byed, un taller cinematográfico para niños desfavorecidos del Magreb. Esta experiencia inspiró su primer largometraje, Todos vós sodes capitáns (2009), con el que ganó el premio  FIPRESCI en el Festival Internacional de Cine de Cannes en 2010.
Más tarde, rodó el largometraje Mimosas, que se estrenó en 2016 en el Festival de Cannes y ganó el Gran Premio de la Semana de la Crítica.
Óliver Laxe también ha actuado en algunas de sus propias películas, como Todos vós sodes capitáns y Moussem les morts (de Vincent Le Port y Jean-Baptiste Alazard, 2010). Además, protagoniza la obra teatral Una costilla sobre la mesa: padre, de Angélica Liddell.
En 2019, presentó en el Festival de Cannes la película O que arde en la sección Un Certain Regard La película ganó el Premio del Jurado. En este caso, como en los anteriores, Televisión Española rechazó participar en la película; en cambio, sí contó con el apoyo de la TVG, de la Agadic y de la Diputación de Lugo.
En 2025, Laxe logró el Premio del Jurado en el Festival de Cannes con Sirat.

## Filmografía
Como director
- Todos vós sodes capitáns (Todos vosotros sois capitanes) (2010)
- Mimosas (2016)
- O que arde (Lo que arde) (2019)[9]
- Sirat (2025)

Como actor
- Todos vós sodes capitáns (2010)
- Moussem les morts (2010)
- The Sky Trembles and the Earth Is Afraid and the Two Eyes Are Not Brothers (2015)
- Love Me Not (2019)

## Premios y distinciones
Festival Internacional de Cine de Cannes
| Año  | Categoría                              | Película                 | Resultado |
| ---- | -------------------------------------- | ------------------------ | --------- |
| 2010 | Premio FIPRESCI                        | Todos vós sodes capitáns | Ganador   |
| 2016 | Gran Premio de la Semana de la Crítica | Mimosas                  | Ganador   |
| 2019 | Premio del jurado Un Certain Regard    | Lo que arde              | Ganador   |
| 2025 | Premio del Jurado                      | Sirat                    | Ganador   |